# 신이즈카역
신이즈카역(일본어: 新飯塚駅 しんいいづかえき[*])은 일본 후쿠오카현 이즈카시에 위치한 규슈 여객철도의 철도역이다. 지쿠호 본선의 소속역이자, 기.종점인 고토지 선등 2개의 노선을 운행하고 있다. 단선 · 섬식의 형태를 합친 2면 3선 구조의 복합 승강장을 갖춘 지상역이다.

## 타는 곳
| 1 | ■ 후쿠호쿠유타카 선 | (상행) | 노가타 · 오리오 · 구로사키 방면 |
| 2 | ■ 후쿠호쿠유타카 선 | (하행) | 이즈카 · 게이센 · 하카타 방면   |
| 3 | ■ 고토지 선         |        | 시모카모 · 다가와고토지 방면    |

## 이용 현황
| 승차 인원 추이 | 승차 인원 추이 |
| 연도           | 1일 평균       |
| -------------- | -------------- |
| 2007           | 3,729          |
| 2008           | 3,756          |
| 2009           | 3,729          |
| 2010           | 3,846          |
| 2011           | 4,030          |
| 2012           | 4,123          |
| 2013           | 4,258          |

## 역 주변
- 이즈카 시청
- 긴키 대학 산업이공학부
- 이즈카 병원
- 규슈 공업대학 정보공학부

## 인접 역
| 지쿠호 본선        | 지쿠호 본선                       | 지쿠호 본선                    |
| ------------------ | --------------------------------- | ------------------------------ |
| 노가타 노가타 방면 | ■ 후쿠호쿠유타카 선 특급 '가이오' | 이즈카 하카타 방면             |
| 우라타 오리오 방면 | ■ 쾌속 · ■ 보통                   | 이즈카 하카타 방면             |
| 고토지 선          |                                   |                                |
| 시·종착역          | ■ 쾌속                            | 다가와고토지 다가와고토지 방면 |
| 시·종착역          | ■ 보통                            | 가미미오 다가와고토지 방면     |